# Elephantomyia (Elephantomyia) vesca
Elephantomyia (Elephantomyia) vesca is een tweevleugelige uit de familie steltmuggen (Limoniidae). De soort komt voor in het Neotropisch gebied.